# Сульпирид
Сульпири́д — типичный (по другим данным — атипичный) нейролептик с «регулирующим» влиянием на ЦНС. Умеренное антипсихотическое действие у него сочетается со слабым антидепрессивным и даже психостимулирующим эффектом.
По химической структуре сульпирид является замещённым бензамидом. К этой же группе относятся тиаприд и некоторые другие психотропные средства. По строению и некоторым фармакологическим свойствам сульпирид близок также к метоклопрамиду. Все эти средства в той или иной степени блокируют дофаминовые D2 рецепторы. С блокадой этих рецепторов связано и антипсихотическое действие сульпирида, и его противорвотное действие (как и у других нейролептиков).

## История
Препарат был синтезирован в 1966 году во Франции, в лаборатории фармацевтической фирмы «Делагранж». Сульпирид используется при широком диапазоне соматоформных расстройств с начала 1990-х годов[значимость факта?].

## Фармакология
В психиатрической практике сульпирид чаще всего используют в сочетании с другими нейролептиками и антидепрессантами в случаях, сопровождающихся вялостью, заторможенностью, анергией, в том числе при галлюцинаторно-бредовых и аффективных (в основном депрессивных) расстройствах, а также при алкогольных психозах.
Как активирующее средство применяется для лечения невротических нарушений при шизотипическом расстройстве. В качестве антидепрессанта применяется для монотерапии депрессий различного происхождения.
Сульпирид обладает высоким уровнем доказательной эффективности преимущественно в отношении психотических расстройств. Несмотря на широкое его использование в терапии невротических и депрессивных нарушений, применительно к этим нарушениям уровень его доказанной эффективности низок: отсутствуют результаты РКИ, имеются лишь данные открытых (неконтролируемых) исследований.
В терапии психических расстройств непсихотического уровня сульпирид наиболее часто применяется врачами на территории СНГ. Хотя в западных публикациях иногда появляются данные относительно возможности его использования при депрессии, антидепрессивное действие сульпирида на протяжении многих лет было под вопросом. В настоящее время желательность использования сульпирида, как и других типичных нейролептиков, при пограничных (в частности, тревожных, при терапии которых он широко использовался с 1970-х годов) расстройствах подвергается сомнению из-за способности этих препаратов вызывать тяжёлые побочные эффекты.
В связи с противорвотными свойствами и защитным действием на слизистую оболочку желудка, а также благодаря «успокаивающему» воздействию на ЦНС сульпирид, подобно метоклопрамиду, используют для лечения язвенной болезни желудка и двенадцатиперстной кишки, хотя непосредственно он не обладает антацидными свойствами.
Кроме того, его применяют в лечении мигрени, — для профилактики атипичных и осложнённых вегетативными нарушениями форм.

### Фармакодинамика
Антипсихотическое действие сульпирида проявляется в дозах более 600 мг/сут, в меньших дозах (до 600 мг/сут) преобладает стимулирующее и антидепрессивное действие. Сульпирид не оказывает значительного воздействия на адренергические, холинергические, серотониновые, гистаминовые и ГАМК-рецепторы.

### Фармакокинетика
При приёме внутрь сульпирид быстро и эффективно всасывается, однако его биодоступность не превышает 25—35 % (в среднем 27 %), из-за эффекта «первого прохождения через печень». Максимальная концентрация достигается через 4,5 ч после перорального употребления и приблизительно через 30 мин после внутримышечного. Связывание с белками плазмы крови составляет менее 40 %. Концентрация препарата в ЦНС составляет 2—5 % от концентрации в плазме. Время полувыведения составляет 6—8 часов и значительно увеличивается у пациентов с умеренной и тяжёлой почечной недостаточностью. Таким пациентам следует снизить дозу и/или увеличить интервал между приёмом препарата.

### Способы применения и дозы
При психозах сульпирид назначают внутрь по 0,8—1,6 г в сутки . В тяжёлых случаях начинают с введения препарата внутримышечно в дозах от 100 до 600—800 мг в сутки. При невротических состояниях 400—600 мг в сутки (в два-три приёма в первой половине дня). При депрессиях назначают от 100—200 до 600 мг/сут.
При мигрени, головокружениях, нарушениях поведения у детей назначают взрослым внутрь по 100—300 мг в сутки; детям — по 5 мг/кг массы тела.
Для лечения язвенной болезни (в сочетании с соответствующей диетой) назначают внутрь, начиная с 200 мг в сутки (по 100 мг 2 раза в день — утром и вечером), увеличивая при необходимости суточную дозу до 400 мг (по 200 мг 2 раза в день).

### Лекарственное взаимодействие и побочные эффекты
Сульпирид обладает некоторыми общими для антипсихотиков свойствами: оказывает умеренное антисеротониновое и каталептогенное действие, ослабляет стимулирующие эффекты фенамина. Он также усиливает действие опиоидных анальгетиков, барбитуратов, транквилизаторов, нейролептиков, трициклических антидепрессантов, гипотензивных средств, антигистаминных препаратов, клонидина и алкоголя. Взаимно ослабляются эффекты сульпирида и леводопы. Антациды снижают его биодоступность на 20—40 %.
Вопреки распространённому представлению о сульпириде как о легкопереносимом препарате он часто (с риском лишь немного ниже, чем галоперидол, но выше, чем рисперидон) вызывает экстрапирамидные расстройства; к тому же среди всех типичных нейролептиков именно с приёмом сульпирида в наибольшей мере связан риск гиперпролактинемии. К побочным эффектам сульпирида относятся также бессонница, повышенная раздражительность и возбудимость, сонливость, заторможенность, снижение судорожного порога, оральные автоматизмы, афазия, сухость во рту, заболевания полости рта (афтозные язвы, другие воспаления полости рта), изжога, рвота, запор, аллергические реакции, повышение артериального давления, ортостатическая гипотензия, удлинение интервала QT, пневмония. Сульпирид увеличивает риск развития желудочковых аритмий, а также мерцательной аритмии.
Риск развития желудочковых аритмий особенно возрастает при одновременном применении с:
- противоаритмическими лекарственными средствами Iа класса (хинидин, дизопирамид) и III класса (амиодарон, соталол, дофетилид, ибутилид);
- некоторыми нейролептиками (тиоридазин, хлорпромазин, левомепромазин, трифлуоперазин, циамемазин, амисульприд, тиаприд, галоперидол, дроперидол, пимозид);
- лекарственными средствами, вызывающими брадикардию (дилтиазем, верапамил, бета-адреноблокаторы, клонидин, гуанфацин, препараты наперстянки, донепезил, ривастигмин, такрин, амбенония хлорид, галантамин, пиридостигмина бромид, неостигмина бромид);
- лекарственными средствами, вызывающими гипокалиемию (калийвыводящие диуретики, некоторые слабительные, амфотерицин В при в/в введении, ГКС, тетракозактид);
- бепридилом, цизапридом, дифеманила метилсульфатом, эритромицином (в/в введение), мизоластином, винкамином (в/в введение), галофантрином, пентамидином, спарфлоксацином, моксифлоксацином.

#### Гиперпролактинемия
Приём сульпирида может приводить к повышению уровня гормона пролактина в плазме крови (гиперпролактинемии). При терапии сульпиридом могут наблюдаться показатели пролактина, в десятки раз превышающие нормативные. Повышение уровня пролактина отмечалось даже при приёме низких доз сульпирида. Гиперпролактинемия может приводить к снижению полового влечения и нарушению половой функции, аменорее, галакторее, гинекомастии, снижению или отсутствию потенции, бесплодию, развитию остеопороза, возникновению сердечно-сосудистых расстройств, увеличению массы тела, аутоиммунным нарушениям, водному и электролитному дисбалансу, риску развития рака молочной железы, сахарного диабета II типа, опухоли гипофиза. Психические проявления длительной гиперпролактинемии могут включать в себя депрессию, тревогу, раздражительность, нарушения сна, а также повышенную утомляемость, слабость, снижение памяти.

#### Передозировка
Как правило, развиваются экстрапирамидные расстройства — спазм жевательной мускулатуры, спастическая кривошея. В отдельных случаях — выраженный паркинсонизм, кома. Для лечения назначают холиноблокаторы общего (например, атропин) или центрального (например, циклодол) действия. Агонисты дофаминергических рецепторов при этом применять нельзя.

## Противопоказания
Препарат противопоказан при феохромоцитоме, при выраженной гипертензии и порфирии. Не следует назначать сульпирид больным, находящимся в состоянии тревоги и психомоторного возбуждения. Противопоказаниями также являются паркинсонизм, эпилепсия, почечная, печёночная недостаточность, острое отравление алкоголем, снотворными средствами, анальгетиками; агрессивное поведение; маниакальный синдром; гиперпролактинемия; пролактин-зависимые опухоли (например, пролактиномы гипофиза и рак молочной железы); детский возраст (до 14 лет); беременность (за исключением случаев, когда врач, оценив соотношение пользы и риска для беременной и плода, принимает решение о том, что применение препарата необходимо); лактация.
Запрещается применение в сочетании с сультопридом, агонистами дофаминергических рецепторов (амантадин, апоморфин, бромокриптин, каберголин, энтакапон, лисурид, перголид, пирибедил, прамипексол, хинаголид, ропинирол), за исключением пациентов, страдающих болезнью Паркинсона.

## Состав лекарственных форм
Состав раствора в ампулах
Сульпирид: 100 мг; вспомогательные вещества: натрия хлорид; 0,2-молярный раствор серной кислоты; вода для инъекций.
Состав таблеток
Сульпирид: 50 или 200 мг; вспомогательные вещества: сахар молочный (лактоза); крахмал картофельный; МКЦ; желатин; тальк; магний стеариновокислый (магния стеарат) — достаточное количество до получения таблеток массой 0,15 или 0,4 г.

### Противопоказания для таблеток
В связи с наличием молочного сахара в составе таблеток их применение противопоказано при галактоземии, синдроме мальабсорбции глюкозы или галактозы либо при дефиците лактазы.